# Лівінська Лідія Архипівна
Лі́дія Архи́півна Ліві́нська (до шлюбу Асмолова; * 22 жовтня 1928, с. Тихонівка Мелітопольська округа  — †14 квітня 2010, Київ)  — українська музейна та громадська діячка, києвознавиця, дослідниця історії міського пасажирського транспорту, організаторка і (впродовж майже 20 років) керівниця унікального Музею історії київського транспорту.

## Біографія

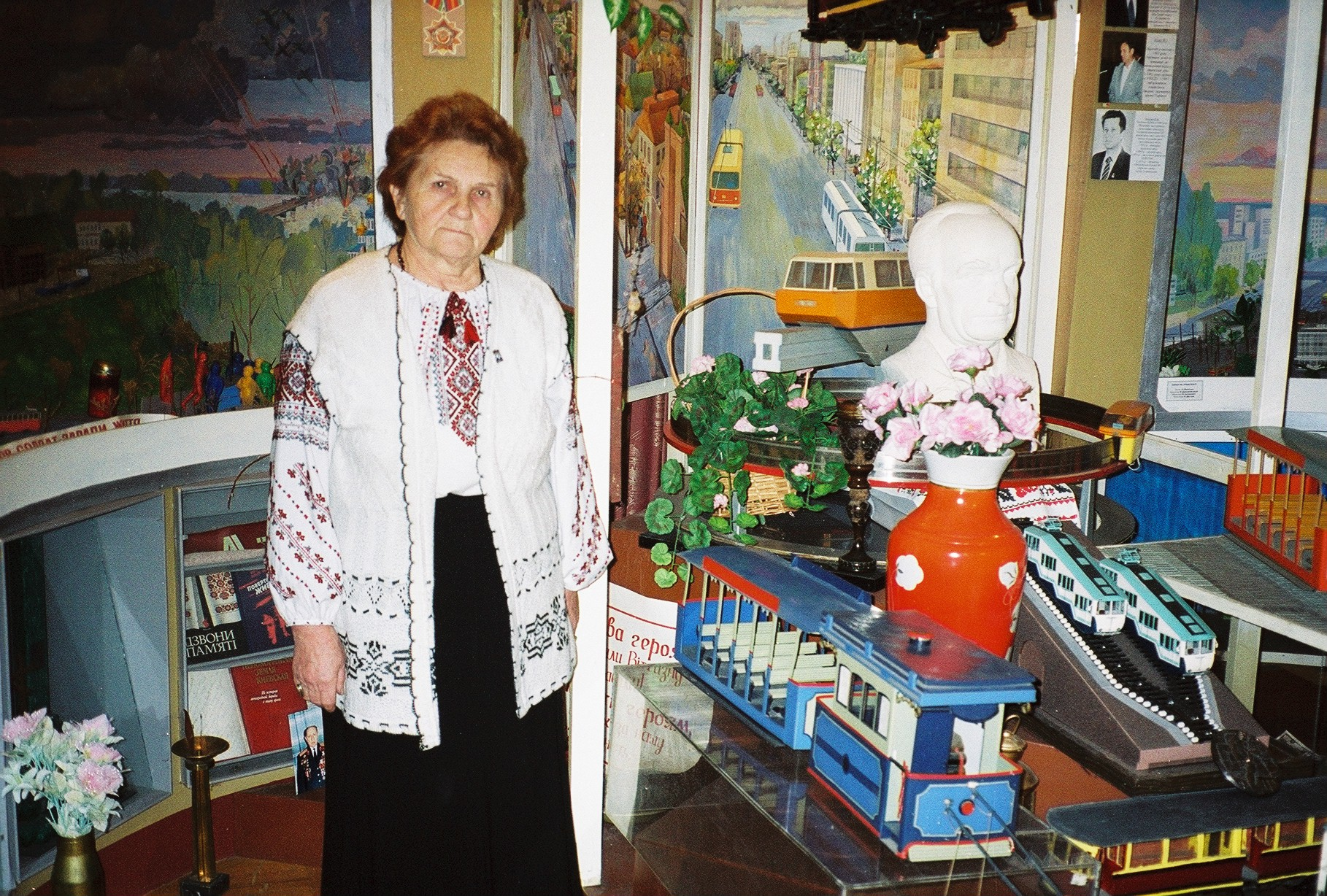
Лідія Архипівна в музеї (кінець 2000-х)

Народилася однією із 12 дітей у багатодітній сім'ї. Її батько Архип Асмолов був інвалідом Першої світової війни.
Навчалась у сільській школі рідного села, поки навчання не перервала війна. 6 братів Лідії одразу пішли воювати, троє з них — загинули. Під час німецької окупації допомагала партизанам. 1943 року село спалили при відступі німці, згоріла й хата Асмолових. Хоча ще йшла війна, і сільським дітям доводилося самим обробляти поля й збирати врожай, вона намагалася продовжити навчання у місцевій школі. Закінчила у с. Тихонівка 7 класів (діти за один рік «пройшли» одразу три класи — 5-й, 6-й, 7-й).
8-й клас закінчила вже у Мелітополі, де пройшла й курси бухгалтерів. Коли в 1946 вступити до Запорізького педагогічного технікуму не вдалося, того ж року вступила до щойно створеного технікуму для підготовки працівників міського електротранспорту в Києві, який закінчила 1950 року.

### Праця в Києві
Працювала спочатку начальницею маршруту: спершу тролейбусного № 5, згодом трамвайного № 17, згодом — старшою диспетчеркою випуску у трамвайному депо ім. Красіна, опісля — начальницею цеху в тому ж депо. З 1959 року стала начальницею з експлуатації у новоствореному Дарницькому депо.
Після Куренівської трагедії у березні 1961 року повернулася працювати у депо ім. Красіна, також працювала заступницею директора — начальницею з експлуатації (до 1970 року).
Опісля — робота в Навчально-курсовому комбінаті КТТУ — майстром з виробничого навчання. Тут справді розкрився талант педагога, що віддаючись улюбленій справі, виховав сотні майбутніх електротранспортників.

## Музей історії київського транспорту
1983 року вийшла на пенсію, проте не полишила улюбленої справи і почала працювати над створенням музею історії Київського транспорту. І ось, напередодні святкування 100-річчя з дня відкриття Київського трамваю, 6 червня 1992 року в одному з приміщень Київського заводу електротранспорту відкрився Музей історії Київського транспорту.
Музей, що нагромадив за роки роботи тисячі унікальних експонатів, став відомим не лише у Україні, але і в ряді зарубіжних країн. Музей став тим місцем, де охочі могли пізнати історію міського транспорту міста, що її турботливо зберігала та переповідала охочим Лідія Лівінська. Сотні й сотні гостей з багатьох країн бували в цьому дивовижному музеї, виносячи з собою часточку любові до Києва. Сама ж вона відвідувала з любителями транспорту численні міста не лише України, а й зарубіжних країн.
2005 року вона отримала унікальний Диплом доброти.

## Громадська діяльність
Ще однією стороною діяльності Лідії Лівінської була громадська діяльність — вона ще в радянські часи була ініціаторкою та натхненницею зборів у роковини Куренівської трагедії. Із здобуттям незалежності Україною ці збори стали публічними і щороку 13 березня біля воріт трамвайного депо ім. Красіна (нині Подільського депо) проводилася громадська панахида. За ініціативою Лівінської та керівника технічного відділу КП «Київпастранс» Казимира Брамського у пам'ять про загиблих унаслідок Куренівської трагедії працівників трамвайного депо біля його входу у 1995 році відкрито пам'ятний знак, на території підприємства споруджено каплицю та організовано збір даних про загиблих. Завдяки їх кропіткій праці складено повний список загиблих на робочих місцях електротранспортниках трамвайного депо.
Її мрією було організувати громадську панахиду в день 50-річчя трагедії — 13 березня 2011 року.
Також вона входила до правління секції пам'яток науки та техніки Українського товариства охорони пам'яток історії та культури. Публікувалася у наукових збірках та численних друкованих виданнях.
Мрією її було й побачити оновлений Музей — в новій якості, з виставкою натурних зразків трамваїв та тролейбусів. Цим планам не судилось втілитися: 14 квітня 2010 року, після важкої хвороби, Лідія Лівінська померла. Прощання з нею біля воріт Подільського депо зібрало сотні тих, хто знав або працював з нею у свій час: проїжджаючи повз трамваї довго дзеленчали, віддаючи таким чином останню їй шану. К. А. Брамським у музеї був оформлений стенд її пам'яті.